# Вагнер, Генрих Матусович
Генрих Матусович Вагнер (2 июля 1922, Жирардув, Польша — 15 июля 2000, Минск) — советский белорусский композитор и музыкант. Заслуженный деятель искусств Белорусской ССР (1963), Народный артист Белорусской ССР (1988), Лауреат премии Ленинского комсомола Белорусской ССР (1976) и  Государственной премии Республики Беларусь (1998). Профессор (1988).

## Биография

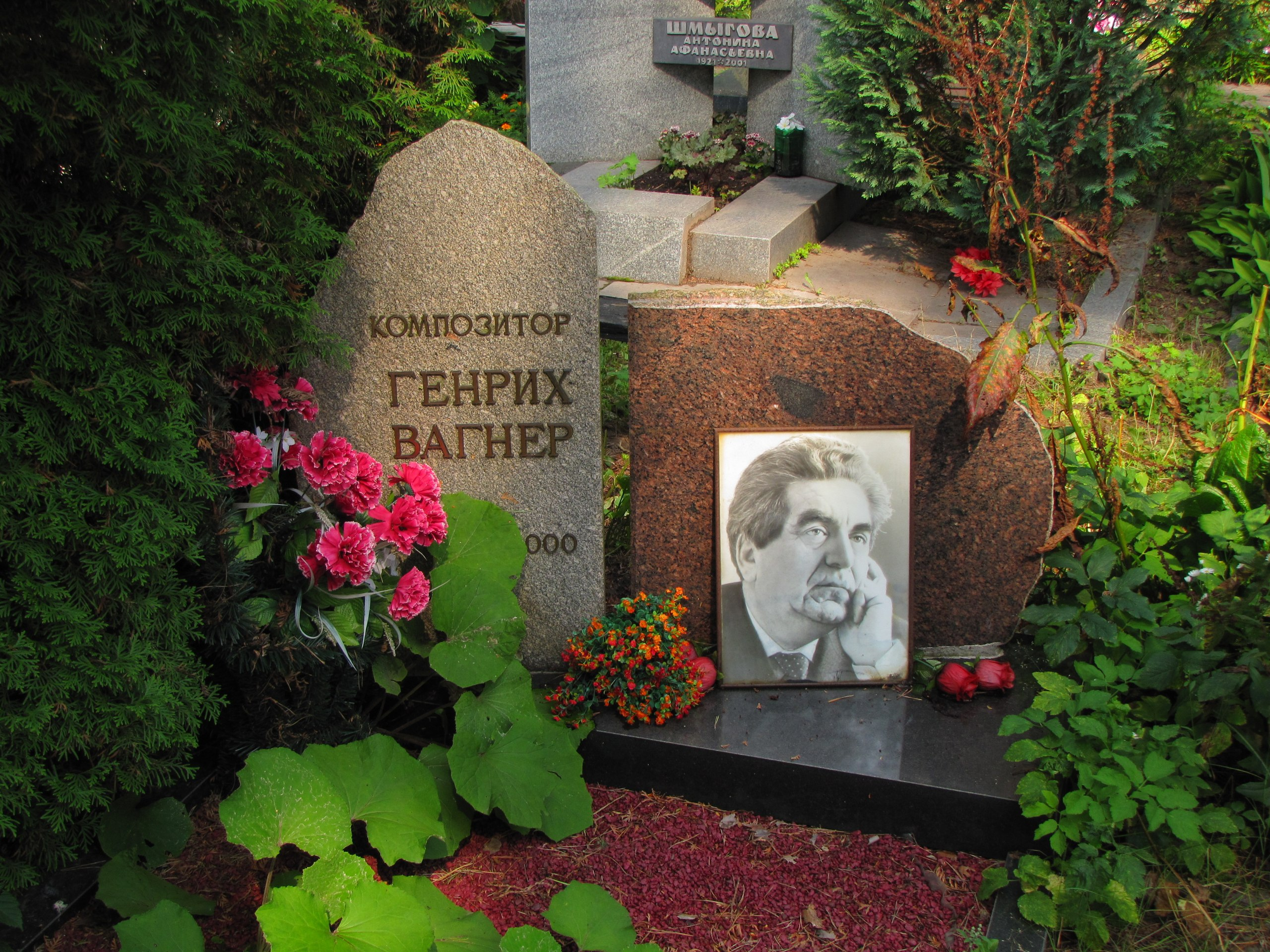
Могила Вагнера на Восточном кладбище Минска.

С 1936 обучался в Варшавской консерватории игре на фортепиано. С 1939 жил в Минске. В 1948 окончил Белорусскую государственную консерваторию им. А. В. Луначарского (ныне Белорусская государственная академия музыки) по классу фортепиано Г. И. Шершевского, в 1954 по классу композиции А. В. Богатырева. Затем работал концертмейстером Белорусского радио.
С 1962 — преподаватель на кафедре музыкального воспитания в Минском педагогическом институте. В 1963—1973 — ответственный секретарь правления Союза композиторов БССР.

## Творчество
Автор :
- первой белорусской телеоперы «Утро» (1967);
- оперы «Тропою жизни» (1980);
- балетов «Подставная невеста» (1958), «Свет и тени» (1963), «После бала» (1971);
- вокально-симфонических поэм «Вечно живые» (1959) и «Героям Бреста» (1975);
- 3-х симфоний (1954; 1970, для камерного оркестра; 1972);
- концертов с оркестром — для фортепиано (1964, 1977, 1981), для виолончели (1975), для клавесина (1982), для скрипки (1985), для цимбал с оркестром народных инструментов (1985);
- камерных-инструментальных ансамблей;
- пьес на белорусские темы (1952);
- сонатины (1953);
- танца-скерцо (1965);
- музыкальных картинок (1966);
- вокального цикла «Настроение» (сл. Б. Дубровина, 1968);
- хоров, романсов, песен и др.

Автор музыки к кинофильмам и телеспектаклям:
1. 1966 — Чужое имя
2. 1967 — И никто другой
3. 1967 — Ранак (телеопера по роману «Когда сливаются реки» П. Бровки)
4. 1969 — Мы с Вулканом
5. 1969 — Ткачи (телеспектакль)
6. 1970 — Нечаянная любовь
7. 1971 — Полонез Огинского
8. 1973 — И смех, и беда (телевизионный)
9. 1978 — Театр купца Епишкина (телеспектакль)

А также к телевизионным и документальным фильмам «Генерал Пуща» (1967) и «Письма в бессмертие» (1970).

## Память
- В 2022 году к 100-летию со дня рождения Г. М. Вагнера Белпочтой выпущены в обращение конверты.